# بنیاد تحقیقاتی آبزرور
بنیاد، تحقیقاتی آبزرور (Observer Research Foundation)

## تأسیس
این بنیاد به عنوان یک مرکز مطالعاتی مستقل در تاریخ ۵ سپتامبر ۱۹۹۰ برای تبادل نظر میان سیاست‌گزاران و اقتصاددانان و تبیین دستورکار اصلاحات اقتصادی در هند تشکیل یافت؛ و یکی از تینک تنکها یا اندیشگاه‌های کشور هندوستان است.
از آن تاریخ تاکنون، پژوهشگران این بنیاد مشارکت زیادی در بهبود سیاست‌های دولت و همچنین تأثیر مؤثر و ملموسی بر سیاست‌های اقتصادی و استراتژیک کشور هند داشته‌اند. برخی زمینه‌های تحقیقاتی کلیدی این بنیاد عبارتند از: روابط بین‌الملل، مطالعه جوامع مسلمان، امور امنیتی، سیاست و حکومت، مدیریت منابع و اقتصاد و توسعه.
هدف اصلی این بنیاد، تبیین خط مشی‌های تأثیرگذار برای ساختن هند به عنوان یک کشور قوی و مرفه در سطح جهان اعلام شده‌است.
چشم‌انداز ترسیم شده از سوی این بنیاد در زمان تأسیس، این بوده‌است که ظرف ۲۵ سال بعد از آن، هند یکی از قدرت‌های بزرگ اقتصادی جهان خواهد بود و نقش بسزایی در تغییر کیفی زندگی بشر ایفا خواهد نمود.
- شعار این بنیاد: ایجاد مشارکت برای هندی جهانی.
- بنیان‌گذار بنیاد: آقای آر.ک. میشرا (۲۰۰۹–۱۹۳۲)، نماینده پارلمان، نویسنده مقاله و عضو شورای ملی ائتلافی و همکاری با نخست وزیران ایندیرا گاندی، ناراسیمها رائو و واچپایی.
- رئیس کنونی (از دسامبر ۲۰۰۲): آقای سفیر ام. راسگوترا، سفار‌ت‌خانه‌های هند در مغرب، تونس، آمریکا، انگلیس، نپال، هلند، فرانسه و یونسکو. قائم مقام وزارت خارجه (۱۹۸۵–۱۹۸۲)، استاد دانشگاه جواهر لعل نهرو، بنیان‌گذار و رئیس انستیتو بین‌المللی مطالعات آسیا- اقیانوسیه، دارنده مدال روز جمهوری هند در سال ۲۰۰۲، عضو هیئت مشورتی امنیت ملی.
- معاونین: آقایان ۱- ویکرام سود و ۲- ویلسون جان۳- امبسدور ناندان
- از پژهشگران برجسته: آقای سعید نقوی و آقای دکتر ساتیش میسرا.

## موسسات وابسته
- ORF پژوهش‌های آسیایی
- ORF پژوهش‌های امنیتی
- ORF سیاست و گاورنس
- ORF اقتصاد و توسعه

## بنیاد تحقیقات آبزرور
Observer Research Foundation (ORF)
بنیاد تحقیقات آبزرور به منظور تحت تأثیر قرار دادن روند طراحی سیاست دولت، در تاریخ ۵ سپتامبر ۱۹۹۰ به عنوان یک گروه مطالعات خصوصی و غیر تجاری تشکیل یافت. این بنیاد برای اولین بار اقتصاددان معروف هند و طراحان سیاست را گردهم آورد که دستورکاری را برای برنامه اصلاحات اقتصادی کشور تهیه نمایند. هدف از تشکیل این گروه تشکیل یک اجماع در حمایت اصلاحات اقتصادی در کشور بود. کارشناسان این بنیاد از زمان تشکیل آن در اصلاح سیاست‌های دولت نقش چشمگیری ایفا نموده‌اند. پروژه‌های تحقیقاتی این بنیاد بر سیاست‌های اقتصادی و راهبردی کشور تأثیر مهمی داشته‌اند.
این بنیاد در اوایل دهه ۱۹۹۰ در زمانی تشکیل شده بود که این کشور عصر تغییر از یک اقتصاد حمایت به سمت یک اقتصاد باز طی می‌کرد. تهدیدات سنگینی برای امنیت این کشور به سرعت ظهور می‌کردند. آن موقع نیاز به یک نهاد مستقل جهت بررسی مسائل مهم که هند با آن روبرو بود احساس شد؛ لذا بنیاد تحقیقات آبزرور تشکیل یافت. این بنیاد از حمایت روشنفکران، اساتید، شخصیت‌های برجسته، فعالان اجتماعی، تجار و موسسات آموزش عالی بهره‌مند بود.
فعالیت‌های این مؤسسه را به‌طور عمده می‌توان به دو بخش تقسیم کرد:

## سخنرانی‌ها و سمینارها
تصور این بنیاد:
تصور بنیاد تحقیقات آبزرور این است که هند ظرف۲۵ سال آینده در صف قدرت‌های بزرگ اقتصادی جهان خواهد شد و کیفیت زندگی بالغ بر یک میلیارد نفر جمعیت خود را بهتر خواهد ساخت.
اهداف بنیاد تحقیقات آبزرور:
تأثیرگذاری و کمک به روند تهیه سیاست‌ها و پیشنهاد سیاست‌های جایگزین
تشکیل محیط مناسبی برای اجرای مؤثر این سیاست‌ها
تحکیم نهادهای دموکراتیک هند جهت کمک به تشکیل سیاست‌های منطقی و مداوم
ارائه اطلاعات منطقی و اجماعی و نمایندگی از دیدگاه قشرها گسترده مردم جهت اصلاح نحوه مدیریت، تسریع توسعه اقتصادی و تضمین زندگی خوب برای تمام مردم هند.
نظارت بر محیط راهبردی
تلاش برای دستیابی به صلح، آشتی و همکاری بین‌المللی
حمایت از اهداف بلند مدت سیاست خارجی هند

## هیئت امنأ
۱. آقای آر.کی. میشرا، رئیس بنیان‌گذار
ریشی کومار میشرا نقش اصلی در پشت این مؤسسه داشته‌است. وی یک نویسنده معروف بوده و در روزنامه‌های مختلف کشور اشتغال داشته و در سال ۱۹۹۰ ضمن ترک گفتن روزنامه پاتریات به گروه انتشارات آبزرور ملحق شد. وی مسئولیت سردبیری روزنامه «آبزرور» را برعهده گرفته و پس از تعطیل شدن روزنامه آبزرور بنیاد تحقیقات آبزرور را تشکیل داد. وی از سال ۱۹۷۴ تا ۱۹۸۰ عضو راجیا سابا بوده و با خانم ایندرا گاندی در مسائل مختلف همکاری داشت. وی در تاریخ ۹ ژانویه ۲۰۰۹ درگذشت.
۲. آقای بالجیت کاپور، دبیر
بالجیت کاپور یکی از بنیان‌گذاران بنیاد تحقیقات آبزرور می‌باشد. وی از دانشگاه دهلی مدرک ام بی ای گرفته و در روزنامه تایمزآوایندیا تا مدت طولانی اشتغال داشته‌است. وی در سال ۱۹۸۹ عضو هیئت مدیره روزنامه تایمزآوایندیا بوده و با ترک نمودن این روزنامه به عنوان معاون رئیس به گروه انتشاراتی آبزرور ملحق شد. او مدیر بنیاد تحقیقات تایمز بوده و مرکز مطالعات رسانه‌های تایمز را تشکیل داد.
۳. آقای بهارات گویانکا، خزانه دار
بهارات گویانکا مدیر اجرایی شرکت Tally می‌باشد. این شرکت یکی از مهم‌ترین شرکت‌های تهیه‌کننده نرم‌افزارهای حسابداری می‌باشد. در واقع وی تهیه‌کننده نرم‌افزار Tally(یکی از معروف‌ترین نرم‌افزارهای حسابداری جهان) می‌باشد.
۴. خانم آنو تاندون
خانم آنو تاندون عضو لوک سابا از حوزه اونائو در ایالت اتار پرادش هند می‌باشد. این حوزه از نظر اندازه بزرگ‌ترین حوزه در سراسر کشور می‌باشد. وی تعدادی از بنیاد خیریه را اداره می‌کند و مدیر اجرایی یک شرکت رایانه‌ای نیز بوده که متعلق به شرکت ریلاینس می‌باشد. وی مالک یک شرکت صادراتی نیز می‌باشد. وی در سال ۱۹۹۶ به عنوان مدیر اجرایی به گروه انتشارات آبزرور منصوب شد.
۵. آقای لالیت بهاسین
لالیت بهاسین از نظر حرفه‌ای یک حقوقدان می‌باشد و یک شرکت حقوقی را به عنوان «بهاسین ایند کو» تشکیل داده که از بزرگ‌ترین شرکت‌های حقوقی در هند می‌باشد. قوانین مربوط به اشتغال، کار و شرکت‌ها از حوزه‌های کارشناسی وی می‌باشند.
۶. آقای عابد حسین
مرحوم دکتر عابد حسین رئیس سابق دانشگاه زبان‌های انگلیسی و خارجی حیدرآباد و قائم مقام وزارت بازرگانی و قائم مقام وزارت صنایع سنگین هند و عضو کمیسیون برنامه‌ریزی بوده‌است. در سال ۱۹۸۶ وی سفیر هند در آمریکا منصوب شد. وی یکی از بنیان‌گذاران بنیاد راجیوگاندی بوده و دولت هند در سال ۱۹۸۸ به وی جایزه «پادام بهوشان» اعطا نمود.
۷. آقای براجیش میشرا
براجیش میشرا متولد سال ۱۹۲۸ و یک دیپلمات پیشین هند می‌باشد. پدرش سروزیر ایالت مادیا پرادش بود. وی نماینده دائمی هند در ژنو و سفیر این کشور در اندونزی بوده‌است. وی نماینده دائمی هند در سازمان ملل نیز بوده‌است. وی در سال ۱۹۹۱ به بی جی پی پیوسته و با ترک گفتن این حزب در مارس ۱۹۹۸ از نوامبر ۱۹۹۸ تا می ۲۰۰۴ سمت دستیار نخست وزیر هند و مشاور امنیت ملی این کشور را برعهده داشت. وی در تاریخ ۳۱ مارس ۲۰۰۷ به عنوان عضو هیئت امنأ بنیاد تحقیقات آبزرور منصوب شد.

## کارشناسان این مؤسسه
راسگوترا وی رئیس بخش مرکز روابط بین‌المللی این بیناد می‌باشد. وی در سال ۲۰۰۲ به این مؤسسه پیوست. راسگوترا در سال ۱۹۴۹ وارد سرویس خارجی هند شد. وی سفیر هند در مراکش، تونیسیا، آمریکا، انگلیس، نپال، هلند، فرانسه و یونسکو بوده‌است. وی از سال ۱۹۸۲ تا ۱۹۸۵ قائم مقام وزارت امور خارجه هند بوده و بنیان‌گذار مؤسسه بین‌المللی مطالعات آسیا پاسیفیک دهلی می‌باشد. دولت هند به وی در سال ۲۰۰۲ جایزه پادام بهوشان اعطاء نمود. وی در حال حاضر عضو هیئت مشاور امنیت ملی می‌باشد.
دریاسالار کی.کی. ناییار (بازنشسته) وی در ژوئن سال ۲۰۰۳ در این مؤسسه به عنوان مشاور منصوب شد. وی معاون فرمانده نیروی زمینی هند و فرمانده ناوگان غربی و شرقی بوده‌است. وی فرمانده اصلی نیروی دریایی هند در جنوب بود. دریاسالار ناییار پژوهشگر مهمان در بنیاد هیریتیج آمریکا وشورای راهبردی جهانی آمریکا می‌باشد. وی در موضوعات آمریکا، ژاپن، انگلیس، آلمان، ترکیه، ایران، نیجریا و منطقه آسیا پاسیفیک سخنرانی‌های زیادی داشته‌است. در حال حاضر وی رئیس بنیاد ملی دریایی هند و انجمن مطالعات امنیتی و راهبردی هند می‌باشد.
1. دکتر آرجون سین گوپتا

از دانشگاه کلکته در رشته اقتصاد فوق لیسانس و از مؤسسه فناوری ماسوچوسیتس آمریکا دکترا گرفت. وی از سال ۱۹۷۴ دارای سمت‌های مهم در دولت هند و خارج کشور بوده‌است. وی مشاور اقتصادی نخست وزیر هند بوده‌است. وی سفیر هند در اتحادیه اروپا، بلزیک و لاکسومبورگ و در کمیسیون برنامه‌ریزی هند نیز عضویت داشته‌است. g
1. مانیش تیواری:آقای تیواری سخنگوی حزب کنگره بوده‌است.
2. ژنرال وی پی مالک فرمانده نیروی زمینی هند بوده‌است. وی رئیس مؤسسه مطالعات امنیتی بنیاد تحقیقات آبزرور می‌باشد. وی در سپتامبر ۲۰۰۲ به این مؤسسه منصوب شد.
3. آقای سوریندرا سینگ-وی رئیس مرکز سیاست و مدیریت حکومت می‌باشد. وی در سپتامبر ۲۰۰۸ به این مؤسسه منصوب شد. وی قائم مقام دفتر دولت مرکزی هند بوده و بعد از بازنشستگی از خدمت رسمی در هیئت مدیره بانک جهانی عضویت داشته‌است. وی در حال حاضر در هیئت‌های مدیره تعداد زیادی از شرکت‌های خصوصی هند عضویت دارد.
4. ویکرام سود، معاون رئیس مرکز روابط بین‌المللی

وی در اکتبر ۲۰۰۵ به این مؤسسه منصوب شد. وی در رشته اقتصاد از دبیرستان سنت استیفنس دهلی مدرک فوق لیسانس گرفت. پاکستان، تروریسم و چین از حوزه‌های کارشناسی وی می‌باشند. وی در مارس ۱۹۷۲ به سازمان اطلاعاتی هند RAW منصوب شد و از تاریخ اول ژانویه ۲۰۰۱ تا ۳۱ مارس ۲۰۰۳ ریاست این سازمان را بعهده داشته‌است. وی از مه ۲۰۰۴ در روزنامه هندوستان تایمز در امور راهبردی و امنیتی به‌طور مرتب مطالب می‌نویسد.
1. دکتر پهالگونی سین، مشاور رئیس بنیاد-وی در فوریه ۲۰۰۷ به این مؤسسه منصوب شد. وی از دانشگاه نارت وسترن مدرک دکترا گرفته و برای شرکت‌های تجاری در آمریکا، هند، سوئیس و ایرلند خدمات مشاوره انجام داده است. وی در حال حاضر پروفسور رشته مدیریت در مدرسه تجارت دانشگاه فوردام نیویورک می‌باشد.[۲]
2. ویویک سین گوپتا

وی مدیر اصلی اجرایی این مؤسسه می‌باشد و در مارس ۲۰۰۸ به این مؤسسه منصوب شد. وی از ۳۰ سال تجربه کار در شرکت‌های مختلف خصوصی برخوردار می‌باشد و به عنوان معاون رئیس اجرایی کانال استار تی.وی. نیز اشتغال داشته‌است. وی در رسانه‌های کشور در مسائل مختلف مقالات زیادی نوشته و با بسیاری از شخصیت‌های برجسته از جمله دالایی لاما مصاحبه کرد.
1. ان.کی. سینگ، مشاور

وی در اوت ۲۰۰۴ به این مؤسسه پیوست. وی از مؤسسه اقتصاد دهلی مدرک فوق لیسانس دریافت نمود. وی قائم مقام بخش هزینه وزارت دارائی، منشی اصلی نخست وزیر هند و عضو کمیسیون برنامه‌ریزی هند بوده و در حال حاضر معاون رئیس سازمان برنامه ریزی دولت ایالت بیهار می‌باشد.
ژنرال وینایاک پاتانکار،
وی در مارس ۲۰۰۶ به این مؤسسه منصوب شد. وی در جنگ‌های سال ۱۹۶۵، ۱۹۷۱ و جنگ کارگیل در ۱۹۹۹ حضور داشته‌است. وی به هنگام بازنشستگی سررشته دار نیروی زمینی هند بوده و در حال حاضر با بسیاری از گروه‌های مطالعاتی در داخل و خارج هند همکاری می‌کند.
1. دیلیپ لاهیری، پژوهشگر ارشد

وی در اوت ۲۰۰۷ به این مؤسسه منصوب شد. وی یک دیپلمات ارشد هند می‌باشد و سفیر این کشور در فرانسه، اسپانیا، پیرو و بولیوی بوده‌است. وی رئیس مدرسه دیپلماسی هند نیز بوده و چندین بار ریاست هیئت‌های هند در کنفرانس‌ها و مذاکرات بین‌المللی داشته‌است. امور بین‌المللی حوزه کارشناسی وی می‌باشد.
1. سعید نقوی، پژوهشگر برجسته،

سعید نقوی وی نویسنده و برنامه ساز تلویزیونی است در آوریل ۲۰۰۶ به این مؤسسه پیوست. وی از دانشگاه دهلی مدرک لیسانس و از مدرسه خبرنگاری تومسون لندن و مدرسه امور بین‌المللی و مردمی وودرو ویلسون، پرنستون، آمریکا در رشته خبرنگاری دیپلم‌هایی گرفت. وی در روزنامه‌های استیتسمن و ایندین اکسپرس اشتغال داشته و تا به حال دو کتاب نوشته است. وی در سال ۱۹۸۴ سردبیرخارجی روزنامه ایندین اکسپرس دهلی بود. وی از سال ۱۹۸۶ به بعد با World Reportهمکاری داشته و با تعداد زیادی از رهبران جهان مصاحبه کرد. این سازمان یک برنامه هفتگی تلویزیونی در امور بین‌المللی را تهیه می‌نماید که از طریق دوردارشان پخش می‌شود.
در جنگ دوم خلیج فارس ۱۹۹۱ در اولین حمله آمریکا به عراق وی تنها خبرنگاری بوده که در بغداد توانسته است برای شبکه تلویزیونی هندوستان خبر حمله را پوشش داده و به سراسر جهان مخابره کند.

## فعالیت‌های انتشاراتی
این مؤسسه علاوه بر برگزاری برنامه‌های مختلف کنفرانس‌ها و سمینارها در موضوعات مختلف به‌طور مرتب اظهار نظر می‌کند و مطالب مختلفی را چاپ می‌کند. در طول سال ۲۰۰۹ در مجموع ۱۴ کتاب توسط این مؤسسه منتشر شد. عناوین این کتاب‌ها به شرح ذیل می‌باشد:
1. عقاب مشکوک: سیاست راهبردی نظامی آمریکا در آسیا

نویسینده: خانم راجیشوری پیلایی راجاگوپالان. دسامبر۲۰۰۹. نقش آمریکا در منطقه آسیا پاسیفیک در دهه‌های آتی یک واقعیت می‌باشد و واشینگتن با در نظر گرفتن تهدیدها و چالش‌های نوظهور کاملاً درک نموده است. امنیت بلند مدت این منطقه حتماً منوط به اقدامات آمریکا می‌باشد. چرا که اگر متحدین و دوستان آمریکا نسبت به تعهد این کشور مطمئن نباشند، احتمال هسته‌ای شدن ژاپن و کره جنوبی را نمی‌توان مردود دانست.
1. ضربه آتی: چگونه پاکستان جهان را به خطر می‌اندازد

نویسنده: ویلسون جون، دسامبر ۲۰۰۹. این کتاب سیاست نسبت به پاکستان و مبارزه این کشور با تروریسم را بررسی می‌کند. این کتاب مطالعه می‌کند که در طول مبارزه علیه تروریسم چه کارهایی انجام نشده‌است. این کتاب با بررسی دقیق اخبار مربوط به تحولات پاکستان، رشد گروه‌های تروریستی مانند لشکرطیبه را به صراحت بیان می‌کند. تلاش‌های این سازمان برای تبدیل پاکستان به مرکز جهاد القاعده علیه جهان بررسی شده‌است.
1. هواپیمایی غیرنظامی در هند

نویسنده، هرمز ماما، دسامبر ۲۰۰۹. هند با داشتن بالغ بر ۱/۱ میلیارد جمعیت از فرصت‌های خوبی برای هواپیمایی غیرنظامی برخوردار می‌باشد. اما اندازه این بازار در این کشور بسیار کوچک می‌باشد و فقط ۵/۲ درصد از مردم حداقل یک بار در سال با هواپیما سفر می‌کنند. این کتاب مشکلات این صنعت در هند را بررسی می‌کند.
1. آتش اژدها: سیاست نظامی چین و عواقب آن برای آسیا

نویسنده، راجیشوری پیلایی راجاگوپالان. نوامبر ۲۰۰۹. ظهور چین یک موضوع جالب توجه نه فقط در هند بلکه در سراسر جهان بوده‌است. ظهور چین به عنوان یک قدرت عمده نظامی و اقتصادی با آرزوی کسب موقعیت یک ابرقدرت در جهان موجب نگرانی برای هند، آمریکا، روسیه و ژاپن می‌باشد.
1. هند و آسیای میانه: بازسازی روابط انرژی و تجاری

نویسنده، آنگیرا سین سرما. نوامبر ۲۰۰۹. این کتاب روابط اقتصادی هند با قرقیزستان، قزاقستان، ازبکستان، تاجیکستان، ترکمنستان و آذربایجان را بررسی می‌کند. این کشورها که از ذخایر غنی هیدروکربن برخوردار هستند یک منبع معتبر انرژی برای هند می‌باشند. طرح‌های هیدروکربن با قرقیزستان و تاجیکستان را نیز می‌توان بررسی کرد. این دو کشور از نظر منابع آب نیز بسیار غنی می‌باشند.
عناوین کتاب‌های دیگر چاپ شده توسط این مؤسسه به شرح ذیل می‌باشد:
1. آموزش مهندسی در هند: نویسندگان، رانگان بانرجی و وینایاک پی موله
2. اوتار پرادش: راه رو به رو: نویسنده، وینکاتیش راماکریشنان
3. رتباط با آفریقای نوظهور: تألیف، دیلیپ لاهیری، جورگ شولتز و مانیش چا
4. بازسازی معادلات قدرت در آسیا: چین، هند و آمریکا: تألیف، راجا موهان و آلیسا آئریس
5. تجهیز زرادخانه هندی – چالش‌ها و گزینه‌های سیاست: نویسنده، دیبا موهانتی
6. هرج و مرج مدیریت شده - شکنندگی معجزه چین: نویسنده، پریم شانکر جها
7. هند و چین – دهه آتی: نویسندگان، اس.دی. مونی و سورانجان داس
8. رویکرد آمریکا نسبت به جهان اسلام: نویسنده، چینتامانی ماهاپاترا
9. روابط هند و چین – مسائل مرزی و فراتر از آن: نویسندگان، موهان گوروسووامی و زورآور دولت سینگ
10. چین و جنوب آسیا نویسنده: راستگوترا ۲۰۱۲
11. بنای مشارکت برای هند جهانی - امنیت و تجارت- ۲۰۱۲

و تعداد زیادی کتاب دیگر…